# Sophie Ferguson
Sophie Ferguson (* 19. März 1986 in Sydney) ist eine ehemalige australische Tennisspielerin.

## Karriere
Ferguson, die das Tennisspielen auf Sandplätzen bevorzugte, gewann in ihrer Profikarriere drei Einzel- und mit wechselnden Partnerinnen sechs Doppeltitel bei ITF-Turnieren. Auf der WTA Tour blieb sie ohne Titelgewinn.
Ihr letztes Match bestritt sie 2011 in der Einzelkonkurrenz von Wimbledon, wo sie in der zweiten Runde gegen Marina Eraković ausschied.
Für die australische Fed-Cup-Mannschaft kam sie im Jahr 2005 zweimal zum Einsatz; einem Sieg im Einzel steht eine Niederlage im Doppel gegenüber.

## Turniersiege

### Einzel
| Nr. | Datum              | Turnier  | Kategorie   | Belag     | Finalgegnerin | Ergebnis |
| --- | ------------------ | -------- | ----------- | --------- | ------------- | -------- |
| 1.  | 5. August 2007     | Obihiro  | ITF $25.000 | Teppich   | Ayumi Morita  | 6:4, 6:3 |
| 2.  | 13. September 2007 | Tokio    | ITF $50.000 | Hartplatz | Zhao Yijing   | 6:2, 6:4 |
| 3.  | 16. August 2009    | Quanzhou | ITF $25.000 | Hartplatz | Chan Yung-jan | 6:3, 6:1 |

### Doppel
| Nr. | Datum         | Turnier            | Kategorie   | Belag   | Partnerin      | Finalgegnerinnen                   | Ergebnis  |
| --- | ------------- | ------------------ | ----------- | ------- | -------------- | ---------------------------------- | --------- |
| 1.  | 19. Juni 2007 | Noto               | ITF $25.000 | Teppich | Anne Yelsey    | Natsumi Hamamura Mari Tanaka       | 7:68, 6:1 |
| 2.  | 3. Mai 2009   | Gifu               | ITF $50.000 | Teppich | Aiko Nakamura  | Misaki Doi Kurumi Nara             | 6:2, 6:1  |
| 3.  | 6. Juni 2009  | Brünn              | ITF $25.000 | Sand    | Trudi Musgrave | Karin Morgosova Romana Tabák       | 6:4, 6:1  |
| 4.  | 25. Juni 2010 | Rom                | ITF $25.000 | Sand    | Trudi Musgrave | Claudia Giovine Valentina Sulpizio | 6:0, 6:3  |
| 5.  | 9. Mai 2011   | Reggio nell’Emilia | ITF $50.000 | Sand    | Sally Peers    | Claudia Giovine María Irigoyen     | 6:4, 6:1  |
| 6.  | 30. Mai 2011  | Rom                | ITF $50.000 | Sand    | Sally Peers    | Magda Linette Liana Ungur          | kampflos  |